# Desaparecidas
The Missing (bra/prt: Desaparecidas) é um filme americano de 2003, dos gêneros faroeste e suspense, dirigido por Ron Howard, com roteiro de Ken Kaufman baseado no romance The Last Ride, de Tom Eidson.

## Sinopse
Na década de 1880, no Novo México, um pai volta para casa na esperança de se reconciliar com a sua filha Maggie. Quando sua neta é raptada, todos se veem forçados a esquecer suas diferenças para salvar a criança.

## Elenco
- Tommy Lee Jones ... Samuel Jones/Chaa-duu-ba-its-iidan
- Cate Blanchett ... Magdalena "Maggie" Gilkeson
- Evan Rachel Wood ... Lilly Gilkeson
- Jenna Boyd ... Dot Gilkeson
- Aaron Eckhart ... Brake Baldwin
- Val Kilmer ... Lt. Jim Ducharme
- Sergio Calderón ... Emiliano
- Eric Schweig ... Pesh-Chidin/El Brujo
- Steve Reevis ... Two Stone
- Jay Tavare ... Kayitah
- Simon R. Baker ... Honesco
- Deryle J. Lujan ... Naazhaao
- David Midthunder ... Happy Jim
- Clint Howard ... xerife Purdy
- Ray McKinnon ... Russell J. Wittick
- Max Perlich ... Issac Edgerly

## Recepção da crítica
The Missing tem recepção mista por parte da crítica especializada. Com o tomatometer de 57% em base de 170 críticas, o Rotten Tomatoes chegou ao consenso: "Um perito atuou e dirigiu o western. Mas, como outras características de Ron Howard, o filme é pouco sutil". Por parte da audiência do site tem 51% de aprovação.